# Железинка (Павлодарская область)
Желе́зинка (каз. Железинка) — село, административный центр Железинского района в Павлодарской области республики Казахстан.

## Общие сведения
Код КАТО — 554230100; Телефонный код — 71831; Почтовый индекс — 140400; Территория сельского округа — 268 140 км².

## География, геология и климат
Расположено на крайнем северо-востоке страны, на правобережной части реки Иртыш. При общем равнинном рельефе территория села на поверхности имеет замкнутые впадины. Почвы в основном чернозёмные, встречаются солонцево-солончатые комплексы. Климат резко континентальный, весенне-летний период отличается засушливостью, максимум осадков приходится на середину лета.

В своем сочинении 1770 года Паллас, немецкий учёный-энциклопедист, естествоиспытатель и путешественник на русской службе, написал следующее о климате места: 
Со вступления моего в степи не прошло ни одного дня без бури на Иртыше, частью с юго-востока или юго-запада, а частью с севера, и было очень холодно, причем было по большей части ясное небо, а иногда и с дождевыми облаками. Сегодня был чрезвычайно сильный юго-восточный ветер, продолжался весь следующий день. Жители около Иртыша уверяют, что сию сторону беспрестанно во весь круглый год сильные ветры обеспокоивают и редко бывает, что несколько недель сразу была тихая погода. Весною и летом ветры бывают самые сильные и продолжительные и по большей части между югом и западом, севером и востоком.

## Население
На начало 2019 года население села составило 4916 человек (2308 мужчин и 2608 женщин).

## История возникновения
В 1717 году, при Петре I, основано как крепость Железенская подполковником Прокопием (Прокофием) Ступиным, строителем крепостей по Иртышу.
Железинка относилась к числу важных укрепленных пунктов обороной линии форпостов и укреплений вдоль Иртыша, которые наметил Петр I. Крепость имела большое административное и торговое значение, обезопашивая торговый обмен со среднеазиатскими государствами и степью.

В 1767 году в Железинке был устроен большой меновый двор и находилась государственная таможня, упраздненная в 1868 году.
В 1745 году по указу Сибирского губернатора Киндермана здесь построен маяк.

Паллас также сообщил следующие сведения о происхождении названия и ранней истории места:
Железинская крепость получила свое название от ручья сим именем называемого, текущего с киргизской стороны в Иртыш. Она выстроена на высоком мысе, около которого Иртыш в просторной низменности извиваясь составляет дугу и берег крепости подмывает. Со стороны твердой земли мыс, который с прочих сторон к низменности лежащий защищается крутым высоким берегом и рядом палисадов, укреплен новым, по правилу фортификаций одним и двумя полубастионами, состоящими из твердого земляного, дерном покрытого вала и глубокого рва, но третий к совершенству не приведен. В одной куртине построена для проезда большая деревянная башня, а у пристани, где пристают суда, находится старый деревянный с пушками бастион. В крепости находится новая деревянная церковь, полковничий и комендантские дома, офицерские дворы, казармы, конюшни, запасной и пороховой, так же некоторое число простых домов. Вне крепости, выше по Иртышу находится слобода, а ниже простые жилища. В низменности, при крепости, есть сад и ещё по обеим сторонам реки, а особенно в Киргизской, находится в великом множестве весьма хорошие сенокосы…
Во второй половине 19 века Федор Усов, секретарь Западно-Сибирского отдела Императорского Русского географического общества называет бывшую крепость уже Железинской станицей.

Согласно его данным, 
В станице 78 дворов, церковь, поселковое мужское училище, один кожевенный завод, 2 салотопленных, ярмарка, почтовая станция. Посевы — пшеницы 7, ржи 12, овса 17 четвертей.
В начале 20 века Семенов-Тян-Шанский писал: 
Следы крепостного рва и вала заметны ещё и сейчас; в пространстве окруженном рвом и валом, стоит каменная церковь, построенная ещё во время существования крепости; несколько старых, покрытых теперь ржавчиной, но наводивших в свое время на прежних обитателей степи страх пушек, врытых теперь в землю и заменяющих столбики. Поселок довольно большой (460 жителей). Здесь есть две начальные школы, лавка, а также казённая винная лавка. В Железинке есть пароходная пристань. Окрестности поселка, как почти и всех вышеописанных, настолько непривлекательны, что наводят тоску на проезжающего; только широкая могучая река опоясанная зеленеющей полосой лугов и жёлтой степной яров, заставляет любоваться собой и забывать про дорогу
Крепость была расположена на мысу. С западной стороны её омывает Иртыш, с севера — пойма, поросшая топольником и служащая выгоном для скота. С двух сторон, то есть с восточной и южной ещё сохранились рвы, глубина каковых не превышает полутора метров, а ширина от 30 до 40 метров. В данное время внутренность двора составляет с севера на юг около 200 метров и столько же с востока на запад, но в последнем случае заметно большое уменьшение, вследствие того, что Иртыш постоянно подмывает берег и что до церковной ограды сейчас будет не более 15 метров, а ещё в недалеком прошлом она находилась на значительном расстоянии от яра. Церковная оградка имеет размеры: с севера на юг 31 метр, а с востока на запад 48 метров..
В 1935 году село Железинка стало районным центром новообразованного Урлютюбского района. В селе много жителей и размеры его растут. Есть средняя школа, библиотека, дом культуры, где часто идут кинокартины и театральные постановки, детский сад, больница, ветеринарная лечебница, радиоузел, телеграф, баня, сберегательная касса, много магазинов и ларьков, рыбная и промысловая артели, выходит районная газета и пр.
В 1937 году в селе открыта библиотека.
В 1979 году в селе открылся дом культуры.

## Религия
На территории села Железинка действует приход Троицкого храма села Железинка Павлодарской и Экибастузской епархии, который был построен в 1999 году. В данное время настоятелем Храма является Футурной Виталий Николаевич.
Действует 1 филиал духовного управления мусульман Казахстана — районная мечеть в селе Железинка. В настоящее время имам — Кусаинов Толеген Муратович. Мечеть построена в 2003 году.

## Культура и спорт

### Железинский сельский Дом культуры
Железинский сельский Дом культуры образовался в 1979 году. В настоящее время в Железинском СДК работают творческие, яркие, талантливые люди. Зрителями мероприятий Железинского сельского Дома культуры являются люди разных возрастов, профессий, интересов, национальностей, социальных групп.
В Железинском СДК действует 13 клубных формирований: народный хор русской песни, ансамбль, домбровый «Жас тулпар», ансамбль «Туған жер», дискоклуб, ВИА, кружок домбристов, взрослый танцевальный коллектив «Шабыт», детский танцевальный коллектив, татаро-башкирский культурный центр, славянский культурный центр, немецкий культурный центр, русская вокальная группа, казахская вокальная группа, детская вокальная группа, семейный ансамбль Шашковых. Из них один коллектив народный хор русской песни имеет звание «Народный». Ежегодно творческим коллективом сельского Дома культуры проводятся около 300 мероприятий. 
В рамках приграничного сотрудничества творческие коллективы Железинского СДК принимают активное участие в проводимых мероприятиях Черлакского района Омской области и Купинского района Новосибирской области. Это фестиваль «Мы сильны народом», Сорочинская ярмарка, участие в обменных концертах среди районов. 
Целенаправленно ведётся работа по сохранению национальных традиций, проведению мероприятий патриотического направления: этому способствуют проведение праздников «Мәуліт мүбәрәк болсын!», «Наурыз», «Ел ордасы- Астана», «Тіл -достық құралы», «Бір шаңырақ астында».
В Железинском сельском Доме культуры работают филиалы славянского, татаро-башкирского национально-культурных центров и филиала центра «Возрождение», в которых постоянно действуют регулярно обновляемые выставки народного творчества.

### Историко-краеведческий музей района
В рамках реализации программы «Культурное наследие» историко-краеведческим музеем района проводится определённая работа. В музее имеется более 6,0 тыс. экспонатов основного и вспомогательного фондов. Среди них наиболее значимыми являются останки древних обитателей земли мамонта, бизона, носорога, посуда, а также материалы времен ВОВ. В музее 4 зала:
| 1) Зал археологии и палеонтологии; 2) Зал этнографии; 3) Зал участников ВОВ; 4) Зал современности. |

За время деятельности музей пополняется новыми экспонатами, расположенными в 4-х экспозиционных залах: археологии, этнозале, Боевой Славы, современности. Кроме постоянных экспозиций, проводятся тематические выставки к календарным датам. Оформлены фотостенды, посвященные первым руководителям района, работавшим в различные годы, работникам образования, культуры, деятельности этнокультурных объединений, знатным спортсменам. Задача музея — помочь людям сохранить свою культуру, обычаи, традиции, народное художественное творчество, пробудить интерес к историческому прошлому своего края. Для решения задачи музеем проводятся мероприятия различных форм: вечера — встречи, уроки истории, обзорные и тематические экскурсии, круглые столы, выставки народного прикладного творчества мастеров района к различным областным и районным мероприятиям — фестивалям, государственным и юбилейным праздникам, печатаются статьи в районных газетах.

### Спорт
В селе Железинка ведется активная работа по привлечению молодежи, особенно подрастающего поколения, к занятиям физической культурой. Важным свидетельством этого является внедрение в жизнь Государственной программы развития физической культуры и массового спорта в Республике Казахстан.
Действует детская юношеская спортивная школа, в котором занимаются 539 детей, а также физкультурно-оздоровительный комплекс. Работают спортивные секции по 8 видам спорта: баскетбол, борьба «қазақ күресі», волейбол, дзюдо, настольный теннис, лыжные гонки, футбол, тогыз кумалак.
В Железинском районе любят спорт, примером для подражания служат достижения мастера спорта СССР по лыжным гонкам, мастера спорта РК по Президентскому многоборью Кислякова Евгения Алексеевича — почетного гражданина Железинского района. Им подготовлено более 15 мастеров спорта РК, и более 30 кандидатов в мастера спорта РК.
В целом система спорта в районе четко выстроена и продолжает развиваться благодаря ежегодному проведению районных спартакиад, где проверяется резерв спортсменов района, улучшается спортивная инфраструктура.

#### Спортсмены, которыми гордится Железинка
- Быкова Ирина — мастер спорта по лыжным гонкам и Президентскому многоборью, серебряный призёр Всемирной Зимней Универсиады 2017, многократная чемпионка РК, участница чемпионата мира среди молодежи по лыжным гонкам 2014 года в Италии.

- Кисляков Антон — мастер спорта РК по Президентскому многоборью и легкой атлетике, многократный чемпион и призёр Республики Казахстан.

- Болатов Толеген — кандидат в мастера спорта по дзюдо, призёр чемпионата мира по поясной борьбе в Бразилии 2012 году.

- Хамитов Жанат Токтарович — тренер по борьбе казак куресі, его воспитанники являются чемпионами и призёрами областных и республиканских соревнований.

## Инфраструктура

### Теплоснабжение
В селе Железинка имеется 5 котельных с тепловыми сетями общей протяженностью 17,696 км, которые обеспечивают центральным теплоснабжением 68 объектов, а также 439 квартир частного сектора, 1 трехэтажный дом и 19 двухэтажных домов.

### Водоснабжение
Имеется централизованный водопровод протяженностью 25,5 км, который запитан от 4-х глубинных скважин. Централизованным водоснабжением обеспечено 88 организаций и более 1430 домов частного сектора.

### Дороги
Протяженность внутрипоселковых автодорог составляет 30 км, из них 14 км находятся в хорошем состоянии. В текущем году из областного бюджета выделены средства в размере 64 млн. 604,5 тыс.тенге на средний ремонт 6 улиц общей протяженностью 3,031 км и площади Достық, в том числе Д.Асанова — 0,7 км, Бебеля — 0,231 км, Гагарина — 0,35 км, площадь Достык — 6000 м2, Желтоксан — 0,75 км, Квиткова — 0,3 км, Альсеитова — 0,7 км. В настоящее время ведутся ремонтные работы.

## Выдающиеся железинцы
Железинка — родина Героев Советского Союза И. В. Бабина и А. С. Квиткова. На доме И. В. Бабина укреплена мемориальная доска. В населённом пункте установлены обелиск воинам, погибшим в годы Великой Отечественной войны; бюсты И. В. Бабина и акына К. Альсеитова; автомобиль на постаменте. На здании школы установлена мемориальная доска: «Вечная слава героям, бывшим ученикам Железинской школы, павшим в боях за честь и независимость нашей Родины на фронтах Великой Отечественной войны 1941—1945».
В Железинке родился русский сибирский писатель-этнограф А. Е. Новосёлов.
Победительница конкурса Мисс Россия 2013 Эльмира Абдразакова родилась в Железинке 7 октября 1994 года.

## Археологические находки
- В 1955 году во время земляных работ около Железинки было обнаружено неолитическое погребение женщины, в котором была произведена кремация. Полусожжённый труп женщины был погребён вместе с вещами: ожерелье из зубов хищных зверей, костяная накладка серповидной формы от головного убора, оформленная по краю зубчиками, крупные бусы из раковин, орудия труда (тесло, костяное шило), охоты (каменные и костяные наконечники копий и стрел) и три миниатюрных, баночной формы, глиняных сосуда[5].
- В наносах берега Иртыша у Железинки попадаются кости ископаемых животных. Отмечены находки костных останков хазарского слона и хазарской лошади. Выставленный в областном историко-краеведческом музее имени Г. Н. Потанина скелет мамонта собран из костей, найденных в илистых отложениях старицы Иртыша в Железинке.

## Улицы
Всего около 60-ти улиц.
- ул. Маяковского, ул. Достоевского, ул. Тургенева, ул. Новоселова, ул. Бебеля, ул. Толстого, ул. Ауэзова, ул. Бабина, ул. Торайгырова, ул. Сейфуллина, ул. Байзакова, ул. Комарова, ул. Ледовского, ул. Герцена, ул. Женыс, ул. Кирова, ул. Сарымова, ул. Дари Асанова, ул. Гагарина, ул. Алтынсарина, ул. Муканова, ул. Чехова, ул. Мира, ул. Чкалова, ул. Квиткова, ул. Джусупова, ул. Трусова, ул. Альсеитова, ул. Рыскулова, ул. Советская, ул. Береговая, ул. Зерновая, ул. Амангельды, ул. Лихачева, ул. Титова, ул. Дзержинского, ул. Плеханова, ул. Садовая, ул. Октября, ул. Клубная, ул. Зелёная, ул. Джамбула, ул. Ракишева, ул. Степная, ул. Горького, ул. Набережная, ул. Гоголя, ул. Желтоксан, ул. Тауелсыздык, ул. Пушкина, ул. Абая, ул. Луговая, ул. Кирова, ул. Чернышевского, ул. Маметовой, ул. Енбек, ул. Энергетиков, ул. Лермонтова.